# Eustachius de Leveland
Eustachius de Leveland foi o arquidiácono de Lewes de 1226 a 1227.